# Nati nel 1355
| Questa pagina contiene informazioni ricavate automaticamente dalle voci biografiche con l'ausilio del template Bio e di un bot. L'aggiornamento è periodico e automatico e ricostruisce completamente la pagina. Se manca una persona in questa lista, sei pregato di non aggiungerla, ma accertati piuttosto che la sua voce biografica contenga il template Bio e che i dati anagrafici siano correttamente compilati. Se il template Bio manca, inseriscilo tu stesso o, in alternativa, metti l'avviso {{tmp\|Bio}} che ne segnala la mancanza. Se i dati riportati sono sbagliati, correggi direttamente la voce biografica; le modifiche saranno visibili in questa lista entro pochi giorni. Per chiarimenti vedi il progetto biografie. La lista contiene solo le 18 persone che sono citate nell'enciclopedia e per le quali è stato implementato correttamente il template Bio. Pagina aggiornata al 18 ago 2025. |

- 7 gennaio - Tommaso Plantageneto, I duca di Gloucester, nobile inglese († 1397)
- 17 gennaio - Antonio Migliorati, religioso italiano († 1450)
- 22 gennaio - Guglielmo II di Namur, nobile francese († 1418)
- 16 agosto - Filippa Plantageneta, contessa britannica († 1382)
- Isotta Albaresani, nobile italiana († 1393)
- Mircea il Vecchio, sovrano rumeno († 1418)
- Bonifacio Ferreri, monaco cristiano, giurista e scrittore spagnolo († 1417)
- Pietro Gambacorta, religioso italiano († 1435)
- Giovanni IV d'Asburgo-Laufenburg, nobile tedesco († 1408)
- Febo Gonzaga, condottiero italiano
- Jacopo da Verona, pittore italiano
- Maria Mancini, religiosa italiana († 1431)
- Maria di Navarra, principessa († 1420)
- Jurij di Smolensk, sovrano russo († 1407)
- Anselm Turmeda, scrittore spagnolo († 1423)
- Ludovico Visconti, nobile italiano († 1404)
- Isabella di Castiglia, principessa spagnola († 1392)
- Al-Qalqashandi, storico e matematico egiziano († 1418)